# Białobrzegi (Precarpazia)
Białobrzegi è un comune rurale polacco del distretto di Łańcut, nel voivodato della Precarpazia.
Ricopre una superficie di 56,13 km² e nel 2004 contava 7 992 abitanti.